# Conjunt magre
En els camps matemàtics de topologia general i teoria de conjunt descriptiva, un conjunt magre (també anomenat un conjunt escàs o un conjunt de primera categoria) és un conjunt que, considerat com a subconjunt d'un espai topològic (normalment més gran), és en un sentit precís petit o negligible. Els subconjunts magres d'un espai fix formen un sigma-ideal de subconjunts; és a dir, qualsevol subconjunt d'un conjunt magre és magre, i la unió d'una quantitat numerable de conjunts magres és magre.
Els topòlegs generals fan servir el terme espai de Baire per referir-se a una classe ampla d'espais topològics en els quals la idea de conjunt magre no és trivial (en particular, l'espai sencer no és magre). Els teòrics de teoria descriptiva de conjunts estudien principalment conjunts escassos com subconjunts dels nombres reals, o de forma més general Espais polonesos, i reserven el terme espai de Baire per un espai polonès particular.
El complementari d'un conjunt magre és un conjunt comagre o conjunt residual.

## Definició
Donat un espai topològic X, un subconjunt A de X és magre si es pot expressar com la unió d'una quantitat mumerable de subconjunts enlloc densos de X.
Un conjunt de comagre és un conjunt el complementari del qual és magre, o de forma equivalent, la intersecció d'una quantitat numerable de conjunts amb interiors densos.
Recordant que un subconjunt B de X és enlloc dens si no hi ha cap entorn en que B és dens: per a qualsevol conjunt obert no buit U en X, hi ha un conjunt obert no buit V contingut dins U tal que V i B són disjunts.
Fixeu-vos que el complement d'un conjunt enlloc dens és un conjunt dens, però no cada conjunt dens és d'aquesta forma. Més precisament, el complement d'un conjunt enlloc dens és un conjunt amb interior dens.

### Relació amb la jerarquia Borel
Igual com un enlloc dens subconjunt no necessita ser tancat, però sempre està contingut en un subconjunt tancat enlloc dens (la seva clausura), un conjunt magre no necessita ser un Fσ (unió numerable de conjunts tancats), sinó que sempre està contingut en un conjunt Fσ fet de conjunts enlloc densos (prenent la clausura de cada conjunt).
De manera dual, just com el complement d'un conjunt en lloc dens no necessita ser obert, però té un interior dens (conté un conjunt obert dens), un conjunt comagre no necessita ser un conjunt Gδ (la intersecció numerable de conjunts oberts), sinó que conté un conjunt dens Gδ format per conjunts oberts densos.

## Terminologia
Un conjunt magre també s'anomena un conjunt de primera categoria; un conjunt no magre (és a dir, un conjunt que no és magre) també s'anomena un conjunt de segona categoria. Segona categoria no vol dir comagre - un conjunt pot no ser ni magre ni comagre (en aquest cas serà de segona categoria).

## Propietats
- Qualsevol subconjunt d'un conjunt magre és magre; qualsevol superconjunt d'un conjunt comagre s'és comagre.
- La unió d'una quantitat numerable de conjunts magres és també magre; la intersecció d'una quantitat numerable de conjunts comagre és comagre.

Això segueix del fet que una unió numerable de conjunts numerables sigui numerable.

## Joc de Banach-Mazur
Els conjunts magres tenen una caracterització alternativa útil en termes del Joc de Banach-Mazur (pels matemàtics Stefan Banach i Stanisław Mazur). Si Y és un espai topològic, W és una família de subconjunts de Y que tenen interior no buit tal que cada conjunt obert no buit té un subconjunt dins W, i X és qualsevol subconjunt de Y, llavors hi ha un joc Banach-Mazur que es correspon a X, Y, W. En el joc de Banach-Mazur, dos jugadors, P1 i P₂, s'alternen escollint elements successivament més petits (en termes de la relació de subconjunts) de W per produir una seqüència que descendent {\displaystyle W_{1}\supset W_{2}\supset W_{3}\supset \ldots .} Si la intersecció d'aquesta seqüència conté un punt dins X, guanya P1; altrament, P₂ venç. Si W és qualsevol família de conjunts que compleix els criteris citats, llavors P₂ té una estratègia que venç si i només si X és magre.

## Exemples

### Subconjunts dels reals
- Els nombres racionals són escassos com a subconjunt dels reals i com a espai - no són un Espai de Baire.
- El conjunt de Cantor és magre com a subconjunt dels reals, però no com a espai, ja que és un espai mètric complet - és així un Espai de Baire, pel teorema de categories de Baire.

### Espais de funcions
- El conjunt de les funcions que tenen derivada en algun punt és magre dins l'espai de totes les funcions contínues.[1]

- El conjunt de funcions que tenen un derivat a algun punt són un conjunt magre en l'espai de tots els FunctionS continus.[1]